# Gaj (gmina Brežice)
Gaj – wieś w Słowenii, w gminie Brežice. W 2018 roku liczyła 37 mieszkańców.